# ميشيل غرين
ميشيل غرين (بالإنجليزية: Michelle Green)‏ (18 ديسمبر 1982 في المملكة المتحدة - ) هي لاعبة كرة قدم بريطانية في مركز الوسط. شاركت مع منتخب ويلز لكرة القدم للسيدات. أما مع النوادي، فقد لعبت مع Bristol City W.F.C. ‏ وGwalia United F.C. ‏.

## وصلات خارجية
- ميشيل غرين على موقع الاتحاد الأوربي (الإنجليزية)
- ميشيل غرين على موقع قاعدة بيانات كرة القدم.إي يو (الإنجليزية)